# وينفيلد كي. دنتون
وينفيلد كي. دنتون هو محامي وسياسي أمريكي، ولد في 28 أكتوبر 1896 في إيفانسفيل في الولايات المتحدة، وتوفي بنفس المكان في 2 نوفمبر 1971. نشط حزبياً في الحزب الديمقراطي. وقد انتخب عضو مجلس نواب إنديانا ‏ (1937 – 1942) وانتخب عضو مجلس النواب الأمريكي.